# Idioma coreano
El idioma coreano (en hangul, 한국어 y 조선어; romanización revisada, Hangugeo; McCune-Reischauer, Chosŏnŏ) es el idioma oficial de Corea del Norte y Corea del Sur. Además de ambas Coreas, el coreano también se habla en la prefectura autónoma coreana de Yanbian, situada en el este de la provincia de Jilin en China, prefectura fronteriza con Corea del Norte, además de las colonias lingüísticas zainichíes de Chongryon y Mindan en Japón. En todo el mundo hay alrededor de 80 000 000 de hablantes. Comúnmente se clasifica como un idioma aislado.
Algunos lingüistas clasifican al coreano como una lengua aislada.

El coreano es una lengua aglutinante y de sintaxis sujeto-objeto-verbo.

## Aspectos históricos, sociales y culturales
La denominación del idioma difiere según nos refiramos al utilizado en Corea del Sur o en Corea del Norte. En Corea del Sur se le suele llamar Hangugeo (en hangul, 한국어; en hanja, 韓國語) o Hangugmal (en hangul, 한국말). En contextos oficiales o cultos se refieren mucho a la lengua como gugeo (en hangul, 국어; en hanja, 國語) que significa «lengua del país». Coloquialmente se oye también urimal (en hangul, 우리말) que literalmente significa «nuestro idioma». En Corea del Norte se prefiere la denominación Chosŏnmal (en chosŏn'gŭl, 조선말; romanización revisada, Joseonmal) aunque también se oye urimal (en chosŏn'gŭl, 우리말). El estándar de Corea del Sur está basado en el habla de la capital Seúl, mientras que el estándar de Corea del Norte está basado en el habla de la capital Pionyang. Las diferencias entre los dialectos del norte y del sur son más o menos equivalentes a las que se hallan entre el español de España y el de Hispanoamérica, la diferencia más grande es la postura ante neologismos; en Corea del Norte tienden a adaptar los conceptos con palabras coreanas y en Corea del Sur prefieren adoptar las palabras del inglés.

## Descripción lingüística

### Clasificación filogenética
El origen del coreano aún no está claro (ver idioma japonés). Algunos lingüistas lo agrupan junto con las lenguas altaicas y el goguryano en un único grupo coreano-japonés o fuyu. Sin embargo, como ninguna de las filiaciones se ha podido comprobar, una cantidad considerable de investigadores lo consideran una lengua aislada. La idea de que el coreano pertenezca a las lenguas altaicas ha sido generalmente desacreditada.

### Fonología

#### Consonantes
|                      |              | Bilabiales     | Alveolares     | Postalveolares   | Velares        | Glotales     |
| -------------------- | ------------ | -------------- | -------------- | ---------------- | -------------- | ------------ |
| Nasales              | Nasales      | ㅁ /m/         | ㄴ /n/         |                  | ㅇ /ŋ/         |              |
| Plosivas y Africadas | planas       | ㅂ /p/ o /b/   | ㄷ /t/ o /d/   | ㅈ /t͡ɕ/ o /d͡ʑ/   | ㄱ /k/ o /ɡ/   |              |
| Plosivas y Africadas | tensas       | ㅃ /p͈/         | ㄸ /t͈/         | ㅉ /t͈͡ɕ͈/          | ㄲ /k͈/         |              |
| Plosivas y Africadas | aspiradas    | ㅍ /pʰ/ o /bʱ/ | ㅌ /tʰ/ o /dʱ/ | ㅊ /t͡ɕʰ/ o /d͡ʑʱ/ | ㅋ /kʰ/ o /ɡʱ/ |              |
| Fricativas           | planas       |                | ㅅ /sʰ/ o /zʱ/ |                  |                | ㅎ /h/ o /ɦ/ |
| Fricativas           | tensas       |                | ㅆ /s͈/         |                  |                |              |
| Aproximantes         | Aproximantes | /w/            | ㄹ /l/         | /j/              |                |              |

1. ↑  Solo al final de sílaba.
2. 1 2  Las semivocales /w/ y /j/ se representan en coreano como modificaciones a los símbolos de las vocales.

Consonantes coreanas

El símbolo /◌͈/ del alfabeto fonético internacional, se usa para denotar las consonantes tensadas /p͈/, /t͈/, /k͈/, /t͡ɕ͈/ y /s͈/.  Su uso oficial en la extensión del AFI es para una articulación fuerte, pero en la literatura se usa para sonidos focalizados. Las consonantes coreanas también tienen sonidos rígidos, pero todavía no está claro que tan comunes son las consonantes focalizadas. Se producen con una glotis parcialmente constreñida y una presión subglotal adicional en adición a las paredes del tracto tensas, los bajos laríngeos o alguna otra expansión de la laringe.

#### Vocales
El orden de la tabla es el siguiente: Hangul (한글) - (romanización) - [AFI]
|               | Anterior      | Anterior       | Posterior      | Posterior     |
| no redondeada | redondeada    | no redondeada  | redondeada     |               |
| ------------- | ------------- | -------------- | -------------- | ------------- |
| Cerrada       | ㅣ (i) [i/iː] |                | ㅡ (eu) [ɯ/ɯː] | ㅜ (u) [u/uː] |
| Semicerrada   | ㅔ (e) [e/eː] | ㅚ (oe) [ø/øː] |                | ㅗ (o) [o/oː] |
| Semiabierta   | ㅐ(ae) [ɛ/ɛː] |                | ㅓ (eo) [ʌ/ʌː] |               |
| Abierta       | ㅏ (a) [a/aː] |                |                |               |

1. ↑  La /ㅏ/ se parece más a la vocal casi abierta central [ɐ], pero tradicionalmente se prefiere la vocal abierta anterior no redondeada [a].

|  |  |  |

| Diptongos | /je/ ㅖ, /jɛ/ ㅒ, /ja/ ㅑ, /wi/ ㅟ, /we/ ㅞ, /wɛ/ ㅙ, /wa/ ㅘ, /ɰi/ ㅢ, /jo/ ㅛ, /ju/ ㅠ, /jə/ ㅕ, /wə/ ㅝ |

#### Alófonos
La mayoría de los hablantes aspiran la /s/ como [sʰ] y se convierte en un [ɕʰ] alveopalatal antes de [j] o [i], aun así, existen diferencias entre algunos dialectos de Corea del Norte. Esto ocurre con las fricativas tensadas y también con todas las africadas. Al final de una sílaba, la /s/ se convierte en /t/, por ejemplo: 버섯 beoseot «seta».
La /h/ se puede ser una [ɸ] bilabial antes de [o] o [u], una [ç] palatal antes de [j] o [i], una [x] velar antes de [ɯ] o una [ɦ] sonora entre sonidos sonoros.[cita requerida]
Las consonantes /p, t, t͡ɕ, k/ se vuelven las sonoras [b, d, d͡ʑ, ɡ] entre sonidos sonoros.
La /m/ y la /n/ frecuentemente se desnasalizan en [b, d] al principio de las palabras.
La /l/ se vuelve una vibrante alveolar simple [ɾ] entre vocales y [l] o [ɭ] al final de una sílaba o junto a otra /l/. Cuando a una sílaba final escrita con «ㄹ» la sigue una vocal o una ligadura, por ejemplo cuando la siguiente sílaba empieza con «ㅇ», la «ㄹ» migra a la siguiente sílaba y se vuelve [ɾ].
Tradicionalmente la /l/ se anulaba al inicio de una palabra. Desaparecía precedida de [j], de lo contrario se convertía en /n/. Sin embargo, el influjo de préstamos occidentales cambió la tendencia, y ahora la inicial /l/, principalmente de palabras del inglés, se pronuncian como una variación libre de [ɾ] o [l]. La prohibición tradicional de una /l/ inicial se convirtió en una regla morfológica llamada «regla inicial» (두음 법칙 (dueum beopchik) en Corea del Sur, que pertenece al vocabulario sinocoreano. Estas palabras retienen la /l/ al inicio en Corea del Norte.
Todas las obstruyentes (plosivas, africadas y fricativas), al final de una palabra se pronuncian con una liberación no audible [p̚, t̚, k̚].
Las oclusivas plosivas /p, t, k/ se nasalizan en las oclusivas nasales [m, n, ŋ] antes de oclusivas nasales.
La ortografía del hangul no refleja estas reglas de pronunciación asimilatorias, sino que mantiene la parte histórica subyacente de la morfología. Por eso algunas veces es difícil saber que fonemas están realmente presentes en una palabra.
Una diferencia entre la pronunciación estándar de Norte y Sur Corea es la forma de pronunciar la [r] y la [n] iniciales. Por ejemplo:
- «trabajo»: norte: rodong (로동), sur: nodong (노동)
- «historia»: norte: ryeoksa (력사), sur: yeoksa (역사)
- «mujer»: norte: nyeoja (녀자), sur: yeoja (여자)

#### Morfofonología
Los morfemas gramaticales pueden cambiar de forma dependiendo del sonido que los precede, por ejemplo: -eun/-neun (-은/-는) y -i/-ga (-이/-가). También se pueden insertar algunos sonidos, por ejemplo: -eul/-reul (-을/-를), -euro/-ro (-으로/-로), -eseo/-seo (-에서/-서), -ideunji/-deunji (-이든지/-든지) y -iya/-ya (-이야/-야). Sin embargo, -euro/-ro es de alguna manera irregular, dado que se comporta diferente después de una consonante rieul.
| Después de consonante | Antes de rieul | Después de vocal |
| --------------------- | -------------- | ---------------- |
| -ui (-의)             |                |                  |
| -eun (-은)            | -eun (-은)     | -neun (-는)      |
| -i (-이)              | -i (-이)       | -ga (-가)        |
| -eul (-을)            | -eul (-을)     | -reul (-를)      |
| -gwa (-과)            | -gwa (-과)     | -wa (-와)        |
| -euro (-으로)         | -ro (-로)      | -ro (-로)        |

Algunos verbos también cambian de forma morfofonémicamente.

### Escritura
El sistema de escritura coreana es el hangul, es un sistema alfabético y fonético inventado en el siglo XV por Sejong el Grande. En el idioma académico y literario, es todavía común el uso de la combinación del alfabeto coreano con caracteres provenientes del idioma chino, denominados hanja.

### Gramática
Desde el punto de vista morfológico, el idioma coreano es aglutinante. En cuanto a la sintaxis el coreano es una lengua con orden básico SOV que usa posposiciones, de hecho es una lengua de núcleo final bastante consistente. Tradicionalmente se considera que tiene nueve categorías gramaticales. Los modificadores preceden a las palabras modificadas, y en el caso de los modificadores verbales, pueden ser adjuntados uno tras otro. Aunque la estructura del coreano sea SOV, el verbo es el único elemento inamovible.
| A: |  | 가게에                       |  | 갔어요? |
|    |  | gage-e                       |  | ga-ss-eo-yo |
|    |  | tienda + [locativo (에 «e»)] |  | [ir (verbo raíz) (가 «ga»)]+[desinencia de pasado (regla de contracción) (-았 «-ass»)]+[desinecia conjuntiva (-어 «-eo»)]+ [marcador de cortesía (요 «yo»)] |

«Fuiste [tú] a la tienda?» («tú» queda implícito)
| B: |  | 예. (o 네.) |
|    |  | ye (o ne)   |
|    |  | yes         |

«Sí.»

#### Niveles de cortesía y honoríficos
La relación entre el hablante o escritor y su receptor es suprema en la gramática coreana. La relación entre el emisor y el sujeto referido se refleja en los honoríficos, mientras que la relación entre el hablante y el escucha se refleja en los niveles de cortesía.

##### Honoríficos
Cuando se habla de alguien superior en estatus, un hablante o escritor generalmente usa sustantivos especiales o sufijos en los verbos para indicar la superioridad del sujeto. Generalmente, alguien es superior en estatus si se trata de un pariente mayor, un desconocido o alguien de aproximadamente la misma edad o mayor, un jefe, maestro, cliente y cosas por el estilo. Alguien es igual o inferior en estatus si es más joven y desconocido, estudiante, trabajador o similares. Actualmente, hay sufijos especiales que se pueden usar en oraciones declarativas, interrogativas o imperativas, tanto en oraciones honoríficas como normales. Su función es hacer más rápido y sencillo el uso del coreano.
Tradicionalmente los honoríficos eran estrictamente jerárquicos. Los sistemas de castas y estatus tenían patrones y usos mucho más complejos y estratificados que los que se usan actualmente. La intrincada estructura del sistema de honoríficos coreanos floreció en la cultura y sociedad tradicional. Los honoríficos en la Corea contemporánea solo se usan para personas que están sicológicamente distantes. También se usan para personas que son superiores en estatus. Por ejemplo, familiares o personas mayores, maestros y empleadores.

##### Niveles de cortesía
En el coreano hay siete paradigmas verbales o niveles de cortesía, y cada nivel tiene una forma única para finalizar los verbos, que se usan para indicar el nivel de formalidad de una situación.[cita requerida] A diferencia de los honoríficos, que se usan para mostrar respeto hacia la persona de quien se habla, los niveles de cortesía se usan para mostrar respeto hacia la o las personas a quien se habla. Los nombres de los siete niveles se derivan de la forma imperativa no honorífica del verbo 하다 (hada, «hacer»), dicha en los siete niveles, más el sufijo 체 (che, hanja: 體), que significa «estilo».
Los seis niveles más altos generalmente se agrupan como jondaenmal (존댓말 «honorífico»), mientras que el nivel más bajo (haeche, 해체) se llama banmal (반말 «forma baja») en coreano.
Actualmente, las generaciones jóvenes ya no se sienten obligadas a bajar su consideración usual hacia el referente. Es común ver a jóvenes hablando a sus familiares mayores en la forma banmal (반말). Esto no es una falta de respeto, sino que muestra la intimidad y la cercanía de la relación entre los dos hablantes. Las transformaciones en las estructuras sociales y las actitudes en la sociedad rápidamente cambiante actual, ha traído cambios en la forma en la que la gente habla.

##### Género
Los géneros coreanos se perciben de alguna manera con roles de género más fuertes que en occidente; en el habla coreana también hay un contraste muy grande entre los géneros. Por ejemplo:
- Un tono de voz más suave utilizado por mujeres cuando hablan;
- Una mujer casada se presenta como la madre o la esposa de alguien y no con su nombre;
- Diferencias de género en títulos y términos ocupacionales (por ejemplo, sajang es el nombre del presidente de una compañía y yŏsajang es la forma femenina);
- Las mujeres tienden a utilizar más muletillas (¿no?, ¿verdad?) y elevar los tonos en las frases. Esto también se aprecia en el habla de los niños.[9]

En las sociedades occidentales los individuos tienden a evitar expresiones de poder asimétricas, tratándose mutuamente por el primer nombre por solidaridad. En la sociedad coreana, dos personas de estatus asimétrico tienen a enfatizar las diferencias por solidaridad. Los coreanos prefieren usar términos de parentesco, más que otro tipo de palabras. En la sociedad tradicional coreana, las mujeres han estado mucho tiempo en posiciones desventajosas. La estructura social coreana tradicional era un sistema familiar patriarcal que enfatizaba la continuidad de los linajes. Esta estructura ha tendido a separar los roles de las mujeres con respecto a los hombres.

## Dialectos

Escrito en hangul: Hangugeo y Chosonmal

Existen varios dialectos en la península de Corea. La península es una región muy accidentada con muchas montañas por lo que los límites de cada dialecto corresponden principalmente a las barreras naturales entre las diferentes regiones. Los nombres de la mayoría de los dialectos provienen de los nombres de las antiguas ocho provincias de Corea. Dadas las diferencias solo uno se puede considerar un idioma separado y es el hablado en la isla de Jeju.

### Dialectos estándar
- En Corea del Sur el coreano estándar (표준어/標準語) está definido por el Instituto Nacional de la Lengua Coreana como «el habla moderna de Seúl, ampliamente utilizada por los bien educados» (교양있는 사람들이 두루 쓰는 현대 서울말). En la práctica, no incluye ciertas características que se encuentran únicamente en Seúl.[cita requerida]
- En Corea del Norte, la disposición adoptada declara que el dialecto pyongan, hablado en la capital (Pionyang) y sus alrededores, es la base para la lengua coreana estándar de Corea del Norte (Munhwaŏ), sin embargo, está fuertemente influenciado por el dialecto de Seúl, que ha sido el dialecto nacional por siglos.[12]

A pesar de las diferencias entre el norte y el sur, los dos estándares son ampliamente inteligibles. Una característica notable entre ambas variantes es la casi completa ausencia de anglicismos debido al aprecio por la cultura coreana. A diferencia de Corea del Sur, que acepta sin más las palabras del inglés, Corea del Norte prefiere crear palabras nuevas a partir de raíces sinocoreanas.

### Dialectos regionales

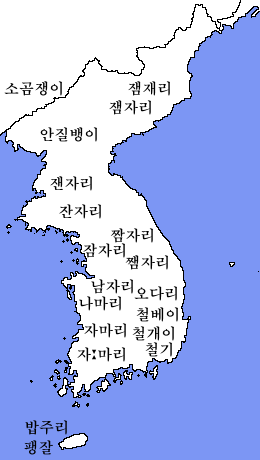
Diversas palabras para libélula.

La península de Corea es una zona montañosa, razón por la que el coreano está dividido en numerosos pequeños dialectos locales. Hay pocas delimitaciones, por lo que la clasificación de dialectos es hasta cierto punto arbitraria. La literatura generalmente consensúa algunas divisiones:
- Idioma coreano:
  - Dialecto de Hamgyŏng: también conocido como dialecto del noreste. Se habla en la provincia de Hamgyong en las regiones de Kwanbuk y Kwannam, la parte noreste de Pyongan, la provincia de Ryanggang y en la prefectura autónoma coreana de Yanbian en la provincia china de Jilin. Tiene nueve vocales; las nueve del coreano estándar y además la ö.[cita requerida]
  - Dialectos del noroeste:
    - Dialecto de Pyongan: se extiende a través de Pionyang, Pyongan, Chagang, y Liaoning en China.[cita requerida]
    - Dialecto de Hwanghae: se habla en la provincia de Hwanghae en Corea del Norte. Generalmente se agrupa con los dialectos centrales pero no encaja por completo.[12]
    - Dialecto de Yukchin: se habla en la región histórica de Yukchin en la parte nororiental de la provincia de Hamgyŏng del norte. No está agrupado con los dialectos de Pyongan, sin embargo comparte más características con este que con los demás dialectos de Hamgyŏng.[12]

  - Dalectos del centro:[12] Generalmente se dividen a lo largo de los límites provinciales:
    - Dialecto de Seúl también conocido como Gyeonggi: se habla en Gyeonggi, Incheon y Seúl en Corea del Sur, y en Kaesong en Corea del Norte. Es la base del dialecto estándar.[cita requerida]
    - Dialecto de Yeongseo: se habla en la región de Yeongseo que abarca la provincia de Gangwon en Corea del Sur y la provincia de Kangwon en Corea del Norte: limita al oeste con las montañas Taebaek. Aunque es común que se lo agrupe junto con los dialectos de Gangwon, el dialecto de Yeonseon es diferente a los dialectos al este de las montañas.[cita requerida]
    - Dialecto de Chungcheong: Es un dialecto hablado en la región de Chungcheong (Hoseo) de la República de Corea, incluida la ciudad metropolitana de Daejeon y la ciudad autónoma especial de Sejong, y es el dialecto regional más destacado entre los dialectos centrales. La característica más representativa de este dialecto regional es que la velocidad del habla es lenta, y la vocal '~ ㅛ(yo)' se cambia a '~ ㅠ(yu)', y cuando la vocal '~ ㅑ(ya)' llega al final, se cambia a ' ~ ㅕ(yeo) '.

  - Dialecto de Yeongdong: se habla en la región de Yeongdong, que abarca la provincia de Gangwon en Corea del Norte y la provincia de Kangwon en Corea del Sur. Limita al este con las montañas Taebaek. Se suele nombrar como dialecto de Gangwon (강원 방언), pero el dialecto de Yeongdong difiere un poco de los dialectos centrales de Corea al oeste de las montañas.[12]
  - Dialecto de Gyeongsang: también conocido como dialecto suroriental, se habla en la región de Gyeongsang (Yeongnam) de Corea del Sur. También incluye a las ciudades de Busan, Daegu y Ulsan. Este dialecto es fácil de distinguir del dialecto de Seúl porque tiene un tono más variado. Tiene seis vocales: i, e, a, eo, o, u.[cita requerida]
  - Dialecto de Jeolla: también conocido como dialecto suroccidental, se habla en la región de Jeolla (Honam) de Corea del Sur, incluye a la ciudad de Gwangju. Tiene diez vocales: i, e, ae, a, ü, ö, u, o, eu, eo.[cita requerida]
- Idioma jeju: Se habla en la isla de Jeju en la costa sureste del país y se considera a veces una lengua separada[13] Las nueve vocales del coreano medio, incluyendo la arae-a (ɔ). También suele tener consonantes adicionales.

Un estudio reciente sobre estos dialectos, sugiere que la estructura jerárquica en estos dialectos no está clara, lo que quiere decir que no hay evidencia cuantitativa que sostenga una relación de árbol familiar entre ellos.

### Fuera de la península de Corea
- Koryo-mar (Корё мар/고려말, en coreano: 중앙아시아 한국어): suele decirse que es descendiente del dialecto de Hamgyŏng, lo hablan los Koryo-saram, coreanos étnicos de la Unión Soviética. Consiste en una base de vocabulario coreano con muchos préstamos y calcos del ruso y las lenguas túrquicas.[cita requerida]
- Zainichi (재일어; 재일조선어) es el dialecto que hablan los coreanos en Japón. Está fuertemente influenciado por el japonés.[cita requerida]
- Idioma coreano en China (중국조선): En China se usa el dialecto de Hamgyŏng de Corea del Norte pero al estar en China incluye muchas palabras nuevas provenientes del chino.[cita requerida]

### Clasificación
|  | Dialecto de Hamgyŏng |
|  |                      |
|  | Dialecto de Ryukchin |
|  |                      |

|  | Dialecto de Hwanghae    |
|  |                         |
|  | Dialecto de Seúl        |
|  |                         |
|  | Dialecto de Yeongdong   |
|  |                         |
|  | Dialecto de Chungcheong |
|  |                         |

|  | Dialecto de Hamgyŏng |
|  |                      |
|  | Dialecto de Ryukchin |
|  |                      |

|  | Dialecto de Hwanghae    |
|  |                         |
|  | Dialecto de Seúl        |
|  |                         |
|  | Dialecto de Yeongdong   |
|  |                         |
|  | Dialecto de Chungcheong |
|  |                         |

|  | Dialecto de Hamgyŏng |
|  |                      |
|  | Dialecto de Ryukchin |
|  |                      |

|  | Dialecto de Hwanghae    |
|  |                         |
|  | Dialecto de Seúl        |
|  |                         |
|  | Dialecto de Yeongdong   |
|  |                         |
|  | Dialecto de Chungcheong |
|  |                         |

|  | Dialecto de Hamgyŏng |
|  |                      |
|  | Dialecto de Ryukchin |
|  |                      |

|  | Dialecto de Hwanghae    |
|  |                         |
|  | Dialecto de Seúl        |
|  |                         |
|  | Dialecto de Yeongdong   |
|  |                         |
|  | Dialecto de Chungcheong |
|  |                         |